# Превентивна війна

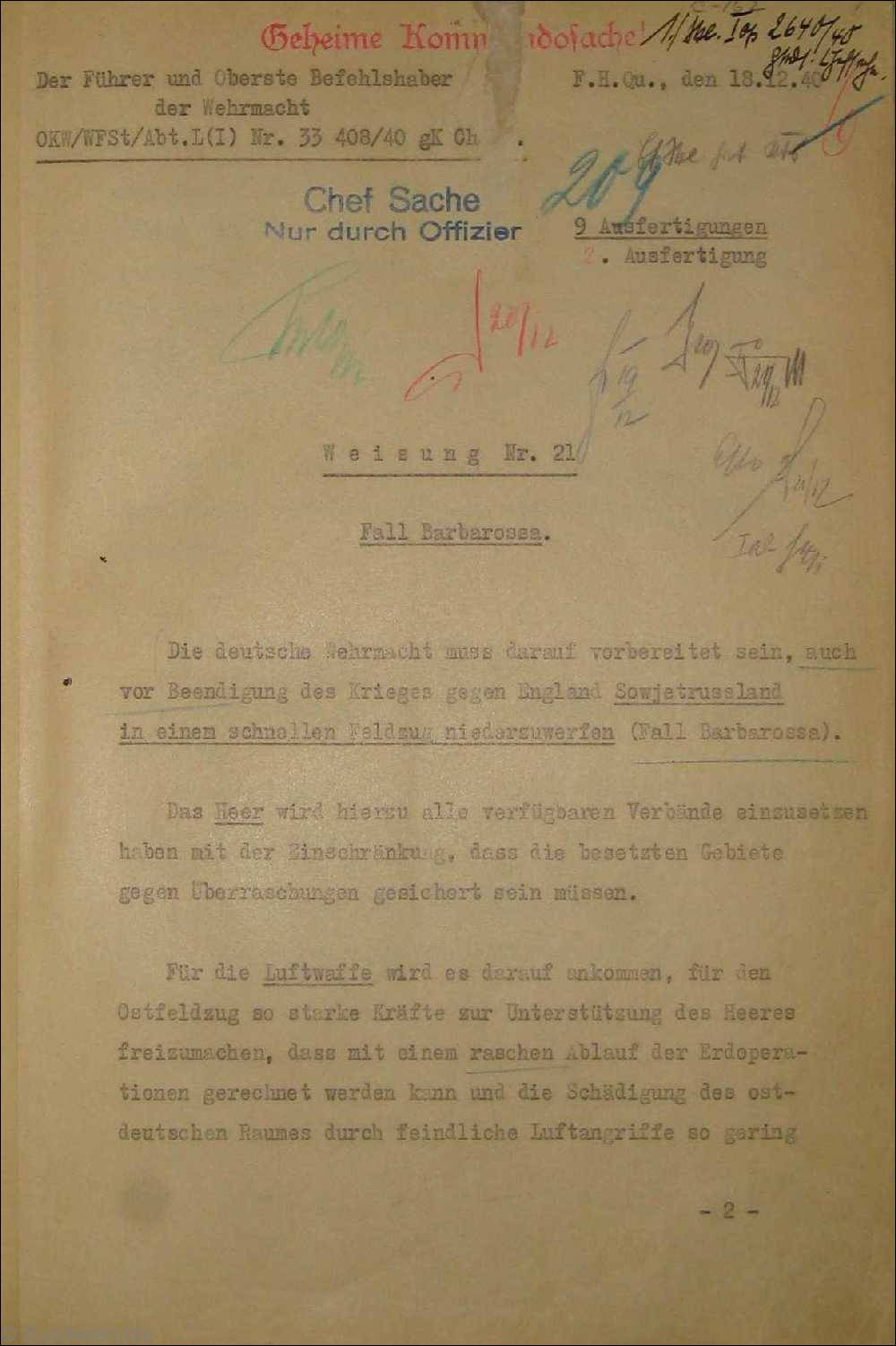
Директива № 21. План «Барбаросса»

Превентивна війна або Превентивний удар (від англ. Prevent — «Запобігати») — початок військових дій, мета яких завдавання удару на випередження для перешкоджання очікуваної агресії з боку імовірного противника. Ініціатор превентивної війни фактично так само є агресором.
Превентивну війну починають, коли військовий конфлікт вважається неминучим і напад противника відбудеться найближчим часом.
Найбільшими превентивними війнами в історії людства, за версією їх ініціаторів, є Перша та Друга світові війни. Найгостріші суперечки термін «Превентивна війна» викликає по відношенню до передумов для вторгнення Німеччини до Радянського Союзу. Також точиться багато дискусій стосовно передумов початку арабо-ізраїльського конфлікту та війни в Іраку.